# سیارک ۸۹۷۱
سیارک ۸۹۷۱ (به انگلیسی: 8971 Leucocephala، نامگذاری:2256T-2) هشت هزار و نهصد و هفتاد و یکمین سیارک کشف شده‌است که در ۲۹ سپتامبر ۱۹۷۳ کشف شد.
قدر مطلق سیارک برابر ۱۳٫۴۰ است.